# Paracilicaea septemdentata
Paracilicaea septemdentata är en kräftdjursart som först beskrevs av Baker 1910.  Paracilicaea septemdentata ingår i släktet Paracilicaea och familjen klotkräftor. Inga underarter finns listade i Catalogue of Life.